# Андрово
Андрово, Андровка или Андреевка (на украински: Андрівка) е село в южна Украйна, административен център на Андровски селски съвет в Бердянски район на Запорожка област. Населението му е около 1 430 души (2001).

## География
Разположено е на 32 m надморска височина в Черноморската низина, на 13 km северно от бреговете на Азовско море и на 21 km северозападно от град Бердянск. 

## История
Днешното село е основано през 1862 година от бесарабски българи от Стари Троян на мястото на ногайския аул Канджагалъ.
На 28 декември 1864 година е осветена местната църква „Свети Николай“.
През 1897 година Андровка има 1782 жители, а през 1904 - 1728. Според днанни, публикувани от Михаил Греков, към 1912 година Андреевка има 2 училища, с 4 учители и 235 ученици.  През 1924 година селото е център на район, в който влизат още шест села. Жителите му са 2655 души, от които 2501 - българи.